# Stadion Poladi
Stadion Poladi je višenamjenski športski stadion u gruzijskom gradu Rustaviju. Najviše se koristi za nogometne utakmice, a stadion je domaćin nogometnog kluba FC Metalurg Rustavi. Izgrađen je 1948., renoviran 1985., a 2009. je nadograđen zaštitni poklopac.  Dimenzije stadiona iznose 105×70 metara, a uokolo stadiona je atletska staza za trčanje i razgibavanje igrača duga 400 m. Kompleks uključuje 500 sjedala u VIP loži i sobu za komentatore. 1985. obnovljena je led rasvjeta, a postavljena je električna ploča za rezultat (eng. Scoreboard). Također, uređena je i konferencijska dvorana i svlačionice. 2009. stadion je potpuno obnovljen. U svlačionice je postavljen novi namještaj, tuševi i popločani pod, a sustav odvodnje je potpuno promijenjen. Prilazi stadionu su asfaltirani i postavljena je nadstrešnica. Stadion je ponovno otvoren 17. prosinca 2009. utakmicom protiv Dinama Tbilisi i WIT-a.

## Vanjske poveznice
- Fotografije stadiona na worldstadiums.com  Arhivirana inačica izvorne stranice od 23. travnja 2015. (Wayback Machine) (engl.)
- Stranica stadiona na transfermarkt.co.uk (engl.)
- Poladi Stadium Fotball-lineups.com (engl.)